# Bunodactis glandulosa
Bunodactis glandulosa is een zeeanemonensoort uit de familie van de Actiniidae. De wetenschappelijke naam van de soort is voor het eerst geldig gepubliceerd in 1823 door Otto.